# Bảo tàng Công nghệ Quân sự Gryf
Bảo tàng Công nghệ Quân sự Gryf (tiếng Ba Lan: Muzeum Techniki Wojskowej Gryf) là một bảo tàng tọa lạc tại số 2 phố Trung tá Ryszard Lubowiecki, làng Dąbrówka, xã Luzino, huyện Wejherowski, tỉnh Pomorskie, Ba Lan. Bảo tàng bố trí triển lãm bên trong khuôn viên của JW1068 (phi đội 25 tên lửa thuộc Lực lượng Phòng không Ba Lan) (từng đóng quân tại đây trong giai đoạn 1963–2001) cũng như là khuôn viên của Căn cứ Kỹ thuật Hải quân Ba Lan (từng đóng quân tại đây trong giai đoạn 2001–2011). Diện tích của khu vực triển lãm là 15 ha.

## Lịch sử
Bảo tàng Công nghệ Quân sự Gryf được Marian Kotecki thành lập vào tháng 4 năm 2013.

## Hoạt động
Hoạt động của bảo tàng tập trung vào việc thu thập các hiện vật liên quan đến công nghệ quân sự, đặc biệt là từ Chiến tranh thế giới thứ hai. Phần lớn các hiện vật triển lãm đều hoạt động đầy đủ về mặt kỹ thuật, có thể tham gia vào các buổi biểu diễn chiến đấu ngoài trời hoặc các sự kiện giáo dục, hoặc tham gia vào việc sản xuất phim tài liệu và phim truyện.
Bảo tàng có một bộ sưu tập đạn pháo, bom, mìn, lựu đạn và thiết bị đặc công lớn nhất ở Ba Lan, tiêu biểu trong số đó là súng thần công bằng đá được sử dụng vào thời Trung cổ và tên lửa chống tăng Spike mới nhất.